# Thomas Hobbes
Thomas Hobbes (Malmesbury, Angol Királyság, 1588. április 5. – Derbyshire, Angol Királyság, 1679. december 4.) angol filozófus. Főbb törekvése a metafizikától mentes filozófiai rendszer kiépítése volt a kor tudományos vívmányaira és a matematikára támaszkodva. Legismertebb műve a Leviatán.

## Életpályája
Hobbes Angliában született, apja az alsópapság tagja volt. A műveletlen, írni-olvasni alig tudó, alkoholista apa elhagyta családját, mikor fia 16 éves volt.
Hobbes a westporti templomban kezdte tanulmányait négyéves korában, később Malmesburyban folytatta, majd egy magániskolába került, melynek vezetője Robert Latimer, Oxfordban tanult fiatal tanár volt.
1603-ban Hobbes Oxfordba került, ahol elsősorban klasszikus irodalmat tanult. Itt bekerült a Magdalen Hall-ba, melynek igazgatója John Wilkinson volt. Az ő puritán gondolkodása sokban befolyásolta Hobbes gondolkodását.
1608-ban fejezte be tanulmányait, amely főleg a skolasztikus gondolkodók tanulmányozásából állt. Wilkinson ajánlásával William Cavendish, Devonshire leendő második grófja nevelője lett, emellett titkárként is dolgozott, kezelte a család pénzügyeit. A harmadik gróf nevelőjeként elkísérte az Európában tett utazására. Megismerkedett Firenzében Galileivel, akinek hatására végleg elkötelezte magát a filozófiai pálya mellett. Kapcsolatba került azonban Descartes-tal is.
Folyékonyan beszélt latinul, munkáit is nagyrészt ezen a nyelven írta. Latin tudása révén került kapcsolatba Francis Baconnel, akinek az Esszék latinra fordításánál segédkezett. De beszélt olaszul és franciául is.
Első megjelent műve Thuküdidész görög történetíró munkájának a fordítása volt, amelyet William Cavendish-nek ajánlott. 1636 és 1640 között írta meg első filozófiai művét A természet és a politika elemei cimmel.
Politikai nézetei miatt 1640 és 1652 között száműzötként Párizsban, nagyon szerény körülmények között élt, tanításból tartotta fenn magát. 1646-ban a walesi herceg tanítómestere volt.
1648-ban a manapság Parkinson-kórként ismert betegség támadta meg.
1651-ben jelent meg fő műve, a Leviatán, amelynek kéziratait hajón küldte Londonba fejezetenként. A művet az akkor hatalmon lévő hosszú parlament nem fogadta szívesen. Sok kritika érte Hobbest: a „malmesbury szörnyeteg” gúnynevet adták neki.
1653-ban Cromwell protektorátusa idején visszatért Angliába, Londonba. Cromwell halála után, 1658-ban a royalisták a püspöki kar támogatásával állandó zaklatásoknak tették ki. Több művet is írt ezekben az időkben, de egyiket sem sikerült életében publikálnia.
Élete utolsó éveiben Henry Bennet, Arlington 1. grófja szolgálatában állt, így élete egy kicsit nyugodtabbá vált.
1674-ben utolsó műve – akár a legelső is – fordítás volt: az Iliasz és az Odüsszeia angol nyelvű tolmácsolása.

## Filozófiája

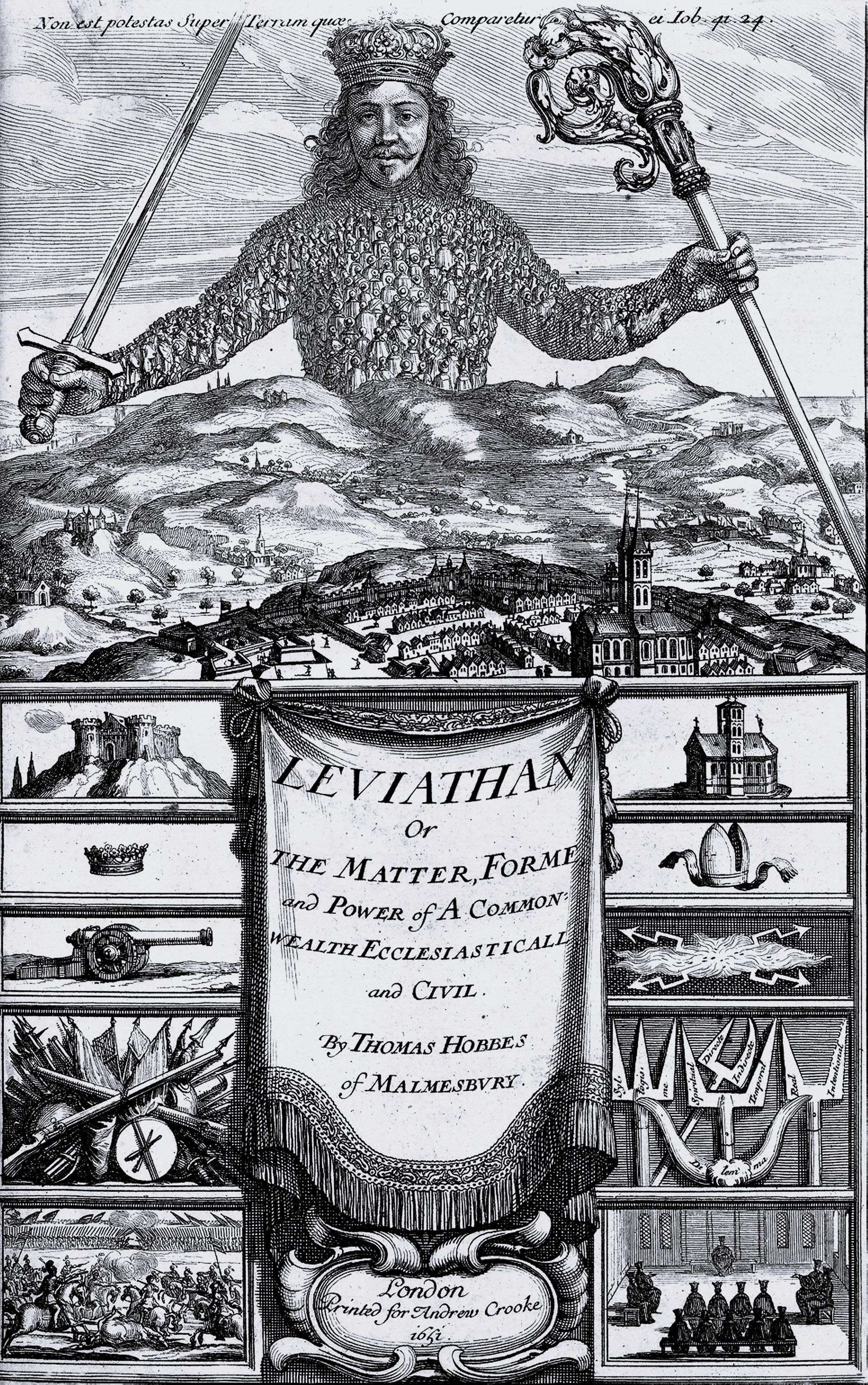
Leviatán címlapja

Hobbes szerint a filozófia az ok-okozat összefüggések racionális megismerése, amikor is az okozatok mindig a testek képességei. Felfogása mechanikus.

### Ismeretelmélet
Ismeretelméletében Hobbes átveszi Bacon szenzualizmusát. Abból indul ki, hogy bizonyos képzettartalmaknak a gondolkodástól független dolgok felelnek meg. A külső objektumok ugyanis mechanikus ingert gyakorolnak az érzékszervekre, melyek aztán a belső "életszellemek" reakciója révén kialakítják a megfelelő képzetet az agyban. A tapasztalat közvetlen tárgyai nem maguk a dolgok, hanem a képzetek. Ezekhez a jelek (nevek) rendelődnek, amelyeknek az individuum számára jelzésfunkciójuk van, a kommunikációban pedig közlést szolgáló jelek.
A szavak tetszőlegesen választott jelek, amelyeket a közmegegyezés alapján bizonyos dolgokra vonatkoztatunk. Az igazság nem a gondolkodás és a tárgy megegyezése, hanem a beszéd műve. Az igazság csak a kijelentésekre vonatkozik, nem a dolgokra. Ez az igazságfogalom a tudományos ismeret célját teljesen kielégíti. A tudomány ugyanis az okok ismerete, s így tiszta tudomány csak olyan tárgyakról lehetséges, amelyek léte az ember önkényétől függ. Ilyenek a geometriai alakzatok vagy a jog. E geometriai tudományfogalomból, módszerből következik, hogy Hobbes a gondolkodást a számolással azonosítja. "Következtetésen egybevetést értek. Egybevetni pedig annyi, mint vagy összeszedni egymáshoz adott dolgok összegét, vagy tudni, hogy mi marad egyik dolognak a másikból való elvétele után. A következtetés ezért azonos az összeadással és kivonással" – mondja Hobbes.

### Metafizika
Teoretikus materializmusa azt vallja, hogy minden, ami van, a térben van. A térben levő dolgokat pedig testeknek nevezzük. A lelki jelenségek is mozgástünemények, melyekre a mechanika
egyetemes törvényei érvényesek. A szellemek vagy nem léteznek, vagy a
testekkel azonosak. A testek fizikailag oszthatatlan részecskékből (corpuscula) állnak.
Elveti Descartes szellemi szubsztanciáit, szerinte a világ testek rendszere, a filozófia a testek tudománya. Az elméleti tudományokat két ágra osztja: az egyik ág a természetfilozófia, ez a természetes testek tulajdonságaival és következményeivel foglalkozik. A másik ág a politikafilozófia, ez a politikai testek tulajdonságaival és azok következményeivel foglalkozik. A kettőt az emberrel, a mesterséges testet létrehozó természetes test tudománya köti össze.

### Politikafilozófia
Politikafilozófiájának középpontjában a természetjog és a természeti törvények állnak.
A természet egyenlő testi és szellemi képességeket adott az embereknek, pontosabban majdnem egyenlőeket. Így az emberi képességek nem annyira nagyok, hogy ezek alapján bárkinek nagyobb előnye lenne a többi emberrel szemben. Hobbes azonban hangsúlyozza, hogy a tudományokban való jártasság terén az emberi képességek nem egyformák, de mint mondja, az efféle különbségek nem meghatározóak.
Az emberek vágyai nagyjából megegyeznek, azaz hasonló dolgokra vágynak és mivel ezen dolgok megszerzésében egyenlő képességekkel rendelkeznek, igyekeznek leigázni egymást. Az egész emberiség általános törekvése – írja Hobbes – újabb és újabb hatalom fele törő vágy. Az emberek bizalmatlanok egymással szemben, mindenki arra törekszik, hogy erővel vagy csellel a többi embert saját hatalma alá hajtsa. Így ebben az állapotban az emberek állandó félelemben, rettegésben éltek és ezt az állapotot, mikor semmilyen ellenőrző, büntető törvény nem szabályozza az emberek cselekedetét, nevezi Hobbes természeti állapotnak.

#### A természeti állapot
A politikai hatalom nélküli állapot: természeti állapot. Ebben az állapotban állandó harc folyik: mindenki harca mindenki ellen. Ebben az állapotban az emberek állandó félelemben és rettegésben élnek: „örökös félelem uralkodik, az erőszakos halál veszélye fenyeget, s az emberi élet magányos, csúnya, állatias és rövid”.
A természeti állapotban a cselekedetek nem rendelkeznek morális tartalommal, mert önmagában, sem az érzelem, sem a vágy nem bűn. Ahhoz, hogy egy cselekedet ítélhető lehessen, le kell szögezni, hogy mi számít jónak és mi rossznak.

#### Természetjog
Hobbes filozófiájának a központi érve a természetjogról szóló elmélete: „a természetjog mindenki számára azt a szabadságot jelenti, hogy önnön erejét saját akarata szerint lényének, vagyis saját életének a megoltalmazására használja, következésképpen mindent megtehet, amit a cél érdekében saját értelme és megítélése szerint a legelőnyösebbnek tart.”
A természeti törvény: „az értelem által felhasznált olyan előírás vagy általános érvényű szabály, amely megtiltja nekünk…hogy elmulasszunk valamit, amellyel véleményünk szerint életünket a legbiztosabban megoltalmazhatnánk”. A jog tehát szabadságot biztosít, a törvény pedig kötelezettséget ír elő.
Az első természeti törvény amit az ész diktál: mindenki törekedjen a békére, ameddig van rá lehetősége, de ha minden lehetősége elvész, akkor a háború minden eszközét bevetheti.
A második természeti törvény: mindenki mondjon le önkéntesen minden jogáról, feltéve, hogy a többi ember is hasonlóan cselekszik. És csak annyi szabadságot hagyjon meg magának, amennyit a többiektől ő maga tolerál.
Hogy a törvények be is legyenek tartva, szükség van egy felsőbb hatalomra, ami biztosítja a megállapodások betartását. Ezért van szükség az államra.

#### Az állam
Az állam olyan mesterséges személy amelyre minden egyén átruházza jogait, amennyiben az a védelmüket szavatolja. Így jön létre a Hobbes által Leviatánnak nevezett hatalom, amelynek megtestesítője az uralkodó, tagjai az alattvalók.
Az állam kétféleképpen jöhet létre:
1. Mindenki mindenkivel megállapodást köt, jogainak egy részét az uralkodóra ruházza (institulált hatalom).
2. Amikor birtokbavétel útján jön létre az állam, azaz az uralkodók erőszak útján veszik át a hatalmat.

Hobbes szerint teljesen mindegy, miképp jön létre a főhatalom, ugyanazok a jogok illetik meg. Az uralkodó nem lehet igazságtalan, nem követhet el szerződésszegést, nem büntethető stb.
Az állam létrejötte után az emberek lemondanak az összes természeti jogukról, kivéve egyet: „senki nem adhatja fel azt a jogát, hogy ellenálljon azoknak, akik megtámadták és erőszakkal el akarják venni az életét”. Azaz az önvédelem joga nem adható fel.
A szuverén alkotja a törvényeket az államon belül, törvényalkotói szabadságát a természeti törvényeket leszámítva nem akadályozza semmi, még „Isten parancsa” sem. Aki nem veti alá magát a törvényeknek vagy megszegi azokat, az büntethető.
Szuverén nélkül az állam puszta szó – írja Hobbes. Ha a szuverén nem gyakorolja megfelelően a jogait, az állam felbomlik. Így meg kell, hogy akadályozza a lázító elméletek terjedését, meg kell, hogy szabja a tulajdonjog határait és főképp azt kell megakadályoznia, hogy a szuverenitás hatalmi ágakra tagozódjon. Ha ez utóbbi bekövetkezik, akkor az állam biztos bukásra van ítélve.
Hobbes szerint még maga a vallás is a szuverén hatalma alá tartozik: ő határozza meg a hivatalos imádságok formáit is. Mivel Isten természetéről nem tudunk semmit, ezért az Isten imádatának módszerét is a szuverénre kell bízni.

## Magyarul megjelent művei
- Leviatán vagy az egyházi és a világi állam anyaga, formája és hatalma; ford. Vámosi Pál, utószó Heller Ágnes: A polgári társadalom racionalista utópiája; Magyar Helikon–Európa, Bp., 1970
- Logika, rétorika, szofisztika; vál., ford., előszó, jegyz. Bánki Dezső; Kossuth, Bp., 1998
- Leviatán vagy Az egyházi és világi állam formája és hatalma, 1-2.; ford. Vámosi Pál, tan. Ludassy Mária; Kossuth, Bp., 1999
- Leviatán, 1-2. rész; ford. Vámosi Pál, bev., jegyz. Nagy Levente; Polis, Kolozsvár, 2001